# 加沙地帶北部全面撤離令

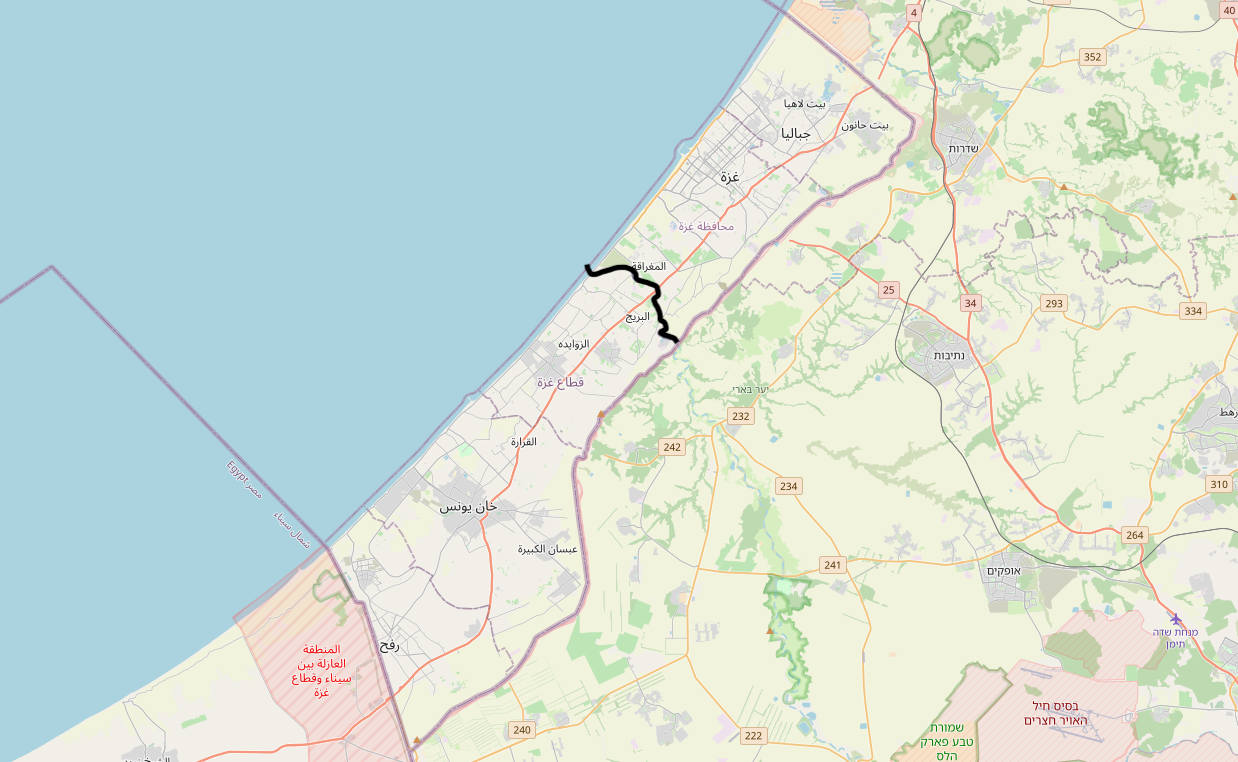
以色列國防軍要求黑線以北地區居民撤離。

2023年10月13日，以色列國防軍空投傳單，要求加沙地帶瓦迪加扎河以北居民向南撤離，範圍包括北加沙省、加沙省和加沙市。以色列军方表示如果加沙居民不向南迁移，就有可能被认定为“恐怖组织同谋”。
聯合國聞訊表示關注到以色列軍方下令要求24小時內撤離110萬人的問題，而以色列軍方發言人則未有交代具體期限，但表示以色列國防軍明白撤離「需要時間」。以色列國防部長加蘭特呼籲巴勒斯坦人離開加沙北部，包括加沙市，並表示「恐怖分子會偽裝成平民百姓，因此，需要他們離開，並表示想拯救自己的人，請往南走。」
截止10月14日，數十萬巴勒斯坦人已大規模離開加沙北部。巴勒斯坦人形容是次事件是「第二次災難日」聯合國境內流離失所者人權問題特別報告員則譴責強制撤離命令是「危害人類罪和公然違反國際人道主義法的行為」。次日，在百萬人遷移之際，以色列政府表示考慮將推遲攻勢，並先恢復南部的供水。

## 背景
巴勒斯坦武裝組織哈馬斯突然對以色列發動大規模攻擊，令緊張局勢升級，以色列以一系列對加沙的空襲作為回應。以色列國防軍警告北部地區的居民撤離。聯合國認為，由於受到影響的人數眾多，未能安全執行撤離命令。

## 反應

### 聯合國
聯合國發表聲明，警告將令110萬巴勒斯坦人流離失所，並帶來「毀滅性的人道主義災難」。 在撤離命令發佈後，包括聯合國近東巴勒斯坦難民救濟和工程處在內的聯合國機構遷往拉法赫。

### 哈馬斯
哈馬斯官員拒絕接受有關警告，並敦促受影響地區的居民無視命令，留在家中。

### 國際組織
無國界醫生發表聲明，稱以色列的撤離命令「令人憤慨」，「是對醫療和人道的攻擊」，並「以最強烈的措辭」譴責以色列的命令。
世界衛生組織發佈請求書，「呼籲以色列立即撤銷加沙地區北部撤離命令」，稱轉移危重病人極其困難，醫療用品正在枯竭，而且「加沙南部的4家衛生部醫院已經超負荷運轉」。 聯合國兒童基金會亦發表類似聲明。

## 戰爭罪指控
參與制定奧斯陸協定的挪威前外交官揚·埃格蘭將以色列的撤離命令描述為強迫人口遷移。
「強制遷移」是指作為有組織犯罪的一部分，而強迫平民遷移，國際刑事法院將其視為危害人類罪。在接受BBC採訪時埃格蘭德表示，「有成千上萬的人在逃命，這不應該被稱為撤離，強行轉移人口，根據日內瓦公約，是一種戰爭罪。」聯合國特別報告員弗朗西斯卡·艾爾巴尼斯警告加沙地帶可能出現大規模種族清洗。
以色列歷史學家、大屠殺和種族滅絕研究項目斯托克頓大學教授拉茲·西格爾（Raz Segal）稱之為「教科書式的種族滅絕案例」。
在以色列宣布撤離令後，一名前以色列軍官形容命令是「人道主義撤離」，以盡可能輓救更多生命。
10月15日，以色列軍方發言人指責哈馬斯試圖利用平民作為人盾，並再次呼籲加沙居民撤離到南部。

## 企圖阻止撤離

### 攻擊
2023年10月13日，發生多宗針對試圖離開加沙北部的爆炸事件，造成70人死亡，其中大多數是婦女和兒童，這與以色列發出撤離令的時間一致。
哈馬斯發聲明，指責以色列轟炸平民。 以色列則指責哈馬斯阻止巴勒斯坦人撤離，以便將他們用作「人體盾牌」。
仍然未知爆炸事件的責任方。

### 哈馬斯要求居民留守
10月13日，加沙清真寺廣播，要求加沙地區居民不要撤離。
以色列國防軍表示，隨著數十萬巴勒斯坦人開始向南遷移，許多人因哈馬斯設置的路障而陷入堵塞。

### 開放人道主義走廊的國際努力
國際社會努力為平民開闢一條人道主義走廊，但未能成功達成協議。 埃及參與提供人道主義援助的討論，但截至10月17日尚未建立任何安全疏散走廊。